# Patrice Rollet
Pour les articles homonymes, voir Rollet.
Patrice Rollet est un historien du cinéma et critique français né en 1951 à Bordeaux.

## Biographie
Patrice Rollet est philosophe de formation. Membre du comité de rédaction de la revue Trafic depuis sa création, il a été le directeur littéraire des Cahiers du cinéma. Il a enseigné à l'école des Beaux-Arts de Cergy.
Il a dirigé l'édition des œuvres de Serge Daney, La Maison le cinéma et le monde.
Nicolas Saada le considère comme « le cinéphile le plus généreux et le plus humain de cette génération ».

## Publications
- John Ford (dir.), Cahiers du cinéma, 1990 ; 2016[5]
- Passages à vide, P.O.L., 2002[6]
- Diaries, Notes and Sketches de Jonas Mekas, Yellow Now, 2013[7]
- Descentes aux limbes, P.O.L., 2019